# Ute Teichert
 Ute Teichert  (* 1962 in Köln) ist eine deutsche Medizinerin und Fachärztin für Öffentliches Gesundheitswesen. Sie leitet seit Februar 2022 die Abteilung Öffentliche Gesundheit (bis Anfang April 2022 Gesundheitsschutz, Gesundheitssicherheit und Nachhaltigkeit) im Bundesgesundheitsministerium. Zuvor leitete sie seit 2014 die Akademie für Öffentliches Gesundheitswesen in Düsseldorf und war bis Ende Januar 2022 Vorsitzende des Bundesverbandes der Ärztinnen und Ärzte des öffentlichen Gesundheitsdienstes e. V.

## Leben
Teichert studierte von 1983 bis 1989 Humanmedizin an der Rheinischen Friedrich-Wilhelms-Universität Bonn, in Frankreich, Spanien und der Schweiz. 1992 erhielt sie ihre Approbation und war als Ärztin in Klinik und Praxis in verschiedenen medizinischen Fachgebieten tätig. 1993 promovierte sie an der Rheinischen Friedrich-Wilhelms-Universität Bonn mit einer Dissertation über das Thema „Die Behandlung der andrologischen Sterilität durch homologe intrauterine Insemination“. 2001 schloss sie die Weiterbildung zur Fachärztin für Öffentliches Gesundheitswesen ab. Außerdem absolvierte  sie an der Heinrich-Heine-Universität Düsseldorf den Zusatzstudiengang „Public Health“, wodurch sie 2009 den Titel Magister of Health erlangte. Ihre Magisterarbeit verfasste sie zum Thema „Die Bedeutung der Händehygiene zur Infektionsprävention im Kindesalter“.
Seit 1998 ist Teichert im Öffentlichen Gesundheitsdienst tätig. Von 2002 an bis 2012 leitete sie das Gesundheitsamt des Landkreises Ahrweiler in Rheinland-Pfalz. Von dort wechselte sie in das Landesamt für Soziales, Jugend und Versorgung des Landes Rheinland-Pfalz, wo sie die Leitung der Abteilung „Gesundheit und Pharmazie“ übernahm. Von 2014 bis Anfang 2022 war sie Leiterin der Akademie für Öffentliches Gesundheitswesen in Düsseldorf.
Im Jahr 2010 wurde Teichert erstmals zur Vorsitzenden des Bundesverbandes der Ärztinnen und Ärzte im Öffentlichen Gesundheitsdienst gewählt und zuletzt im Mai 2019 in dieser Funktion bestätigt. Anlässlich ihres Wechsels in das Bundesgesundheitsministerium legte sie Ende Januar den Vorsitz nieder. Teichert ist außerdem Mitglied in einer Vielzahl von Gremien und Mitherausgeberin der wissenschaftlichen Zeitschriften „Arbeitsmedizin, Sozialmedizin und Umweltmedizin“ sowie „Das Gesundheitswesen“.
Während der COVID-19-Pandemie war sie als Repräsentantin der Amtsärzte wiederholt in den Medien präsent, wenn es um die Rolle der Gesundheitsämter bei der Bekämpfung der Pandemie ging. Im Herbst 2021 wurde sie auf Vorschlag der SPD-Fraktion in die Sachverständigenkommission des Deutschen Bundestags zur Evaluation des Infektionsschutzgesetzes gewählt.
Im Januar 2022 gab Minister Karl Lauterbach ihre Berufung in das Bundesgesundheitsministerium bekannt, wo sie seit Februar 2022 die Abteilung Gesundheitsschutz, Gesundheitssicherheit und Nachhaltigkeit leitet, die zum 1. April 2022 in Öffentliche Gesundheit umbenannt wurde.